# Ferocactus pilosus
Espèce
Classification APG II (2003)
Synonymes
- Echinocactus pilosus Galeotti ex Salm-Dyck

Statut de conservation UICN

 LC  : Préoccupation mineure
Statut CITES
Ferocactus pilosus est une espèce de plantes à fleurs de la famille des Cactaceae (les cactus).
C'est une plante succulente qui peut atteindre 3 m de haut. Elle est de forme cylindrique. Ses aiguilles deviennent rouges lorsqu'elle vieillit.

## Répartition
Cette espèce se trouve dans le nord et le centre du Mexique.
Il sert de nourriture et de source d'eau aux chèvres.

## Galerie

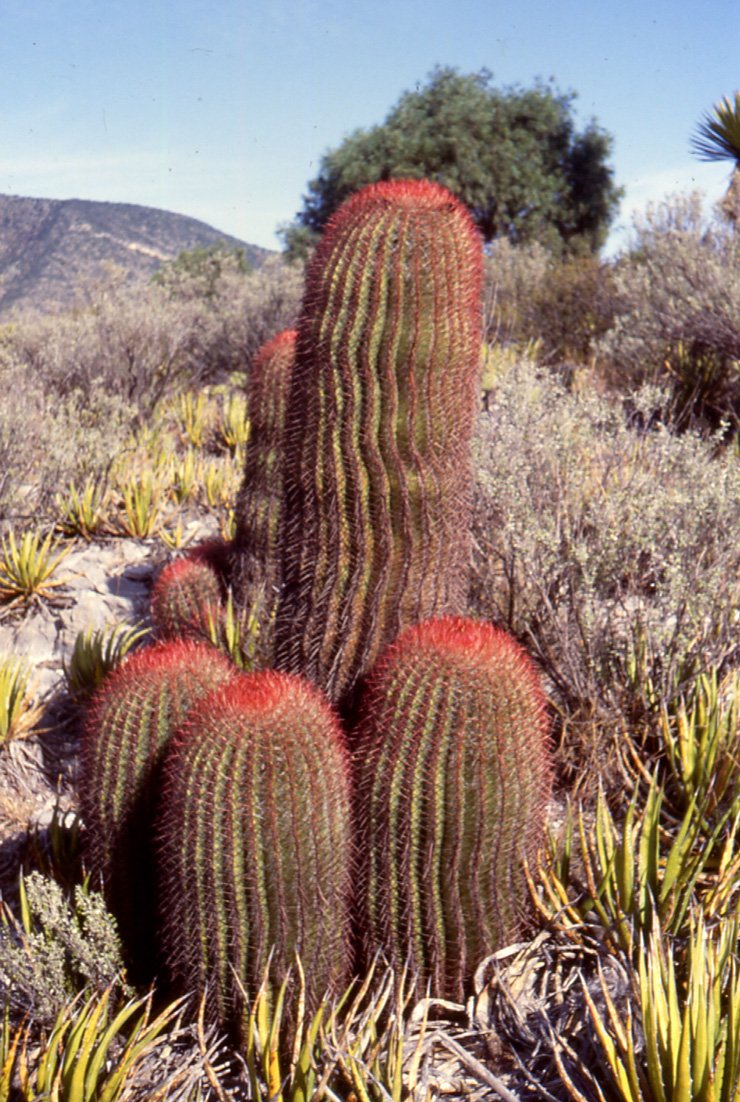
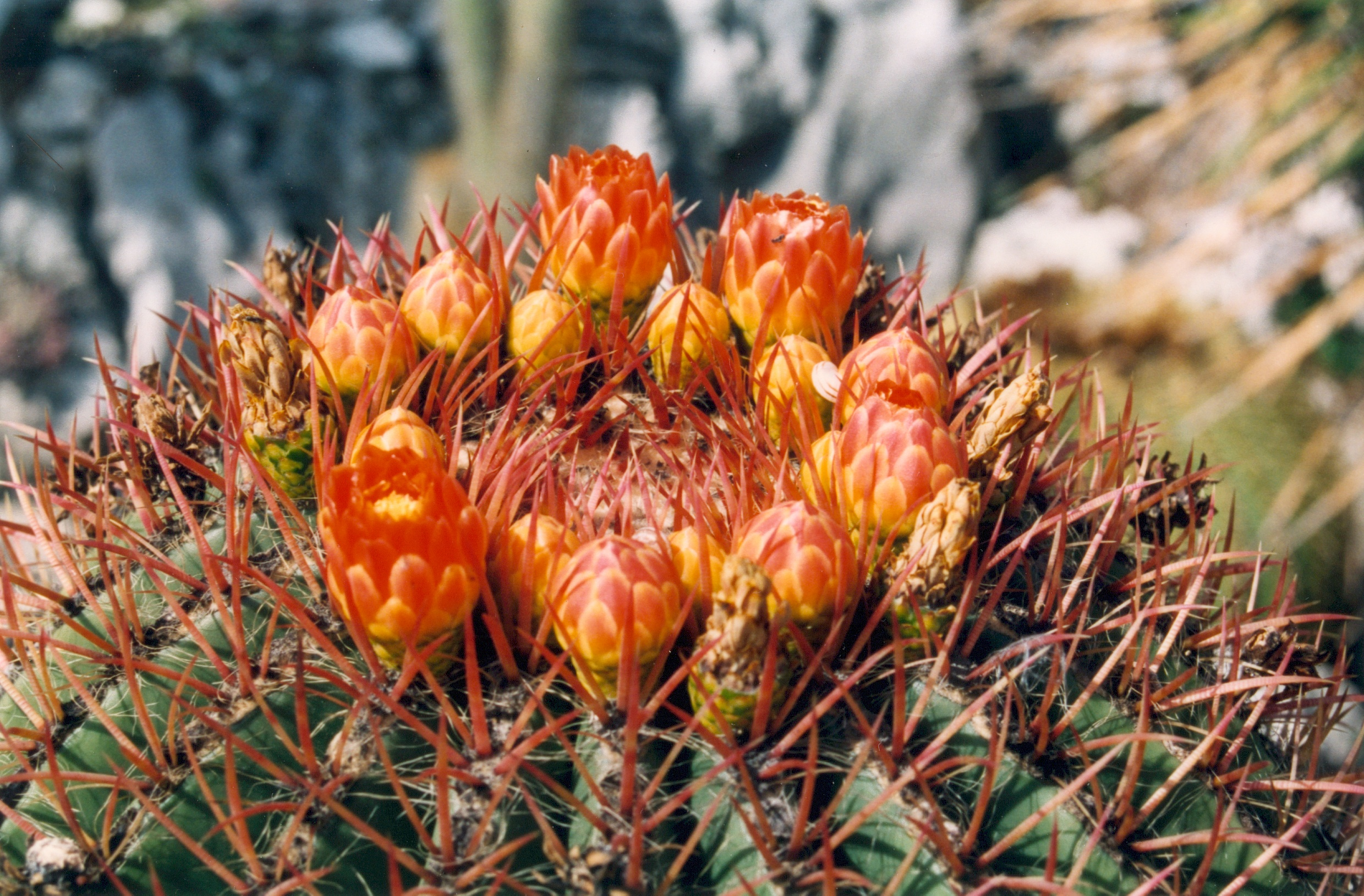